# ニューヨーク・メトロポリタンズ

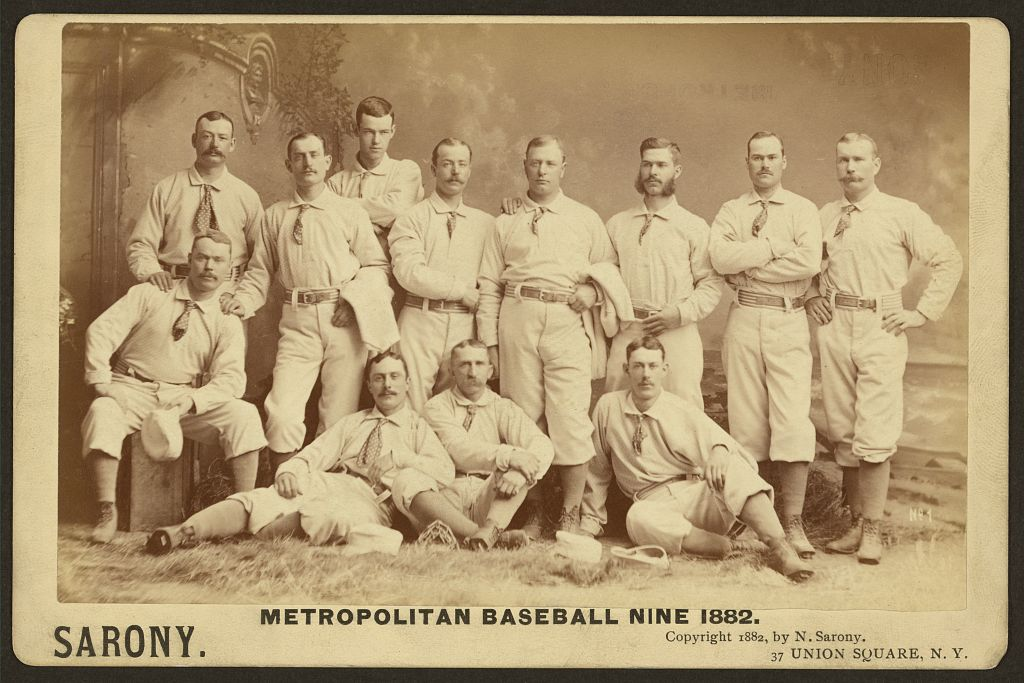
ニューヨーク・メトロポリタンズ(1882年)

ニューヨーク・メトロポリタンズ（New York Metropolitans）は、1883年から1887年にかけて、ニューヨークを本拠地としてアメリカン・アソシエーションに加盟していたプロ野球チーム。

## 球団史
1880年に「メトロポリタン・ベースボール・クラブ」としてニューヨークで結成され、当初はリーグに加盟しない独立系のチームとして活動していた。他のニューヨークの球団にならって最初はブルックリン（当時はニューヨーク市併合前）やホーボーケンなどで試合をしていたが、同年9月にオーナーのジョン・B・デイが、マンハッタンにあったポロ・グラウンズでの野球の試合の利用許可を取り付け、以後そこを本拠地とした。
マンハッタンに本拠地を構えたことでチームの興行は成功し、メトロポリタンズは1882年にナショナルリーグとアメリカン・アソシエーションの両リーグから加盟の誘いを受ける。この時オーナーのデイは、密かに両方のリーグに対し加盟の受けいれを打診していた。デイはその後、ナショナルリーグで同年解散したトロイ・トロージャンズのフランチャイズ権を買い取り、ニューヨーク・ゴッサムズ（現在のサンフランシスコ・ジャイアンツ）を創設してナショナルリーグに加盟する。メトロポリタンズとゴッサムズは同じポロ・グラウンズを本拠地とすることになり、当時ポロ・グラウンズにはダイヤモンドが2面設置され、グラウンドを二つに仕切って試合を行っていた。
1883年のリーグ加盟当時のメトロポリタンズの主力投手は、トロージャンズから移籍したティム・キーフだった。キーフは彼自身が開発したチェンジアップを駆使し、1883年に41勝を挙げる。また翌1884年には、一塁手のデーブ・オルが首位打者と最多打点を記録、ティム・キーフとジャック・リンチがそれぞれ37勝を挙げる活躍をし、この年のリーグ制覇を成し遂げた。同年メトロポリタンズは、この年初めて開催されたナショナルリーグ優勝チームプロビデンス・グレイズとのポストシーズンゲームに臨んだが3連敗で敗れた。
チームは1885年に転機を迎える。ゴッサムズ（同年中にジャイアンツと改称）とオーナーを掛け持ちしていたデイとマトリーは、入場料が高く収益性のいいゴッサムズの経営に注力し、キーフらをゴッサムズに移籍させた。チーム力の低下したメトロポリタンズはこの年を7位の成績で終える。その後球団はカナダ人のビジネスマンだったエラストス・ワイマンに売却され、ポロ・グラウンズからも去ることになった。1887年にメトロポリタンズはフランチャイズが競合していたブルックリン・ブライドグルームス（現在のロサンゼルス・ドジャース）に買い取られ、球団としての歴史を終えた。
1958年にドジャースとジャイアンツがともに西海岸へ移転し、ニューヨークからナショナルリーグ所属の2チームが同時に消えた。1962年のエクスパンションでニューヨークにナショナルリーグ所属球団が創設されることになり、その新球団はメトロポリタンズの略称「メッツ」をチーム愛称に採用した。現在のニューヨーク・メッツである。

## 戦績
| 年度   | リーグ | 試合 | 勝利 | 敗戦 | 勝率 | 順位 | 監督                                             | 本拠地                     |
| ------ | ------ | ---- | ---- | ---- | ---- | ---- | ------------------------------------------------ | -------------------------- |
| 1883年 | AA     | 97   | 54   | 42   | .562 | 4位  | ジム・マトリー                                   | Polo Grounds               |
| 1884年 | AA     | 112  | 75   | 32   | .701 | 1位  | ジム・マトリー                                   | Polo Grounds               |
| 1885年 | AA     | 108  | 44   | 64   | .407 | 7位  | ジム・ギフォード                                 | Polo Grounds               |
| 1886年 | AA     | 137  | 53   | 82   | .393 | 7位  | ジム・ギフォード ボブ・ファーガソン              | St. George Cricket Grounds |
| 1887年 | AA     | 138  | 44   | 89   | .331 | 7位  | ボブ・ファーガソン デーブ・オル オリー・ケイラー | St. George Cricket Grounds |

## 所属した主な選手
- デーブ・オル：一塁手。1884年に首位打者、最多打点、最多安打を記録。通算打率.342。
- ティム・キーフ：投手。1883年に41勝を挙げた。後にアメリカ野球殿堂入り。
- ジャック・リンチ：1884年に37勝15敗でリーグ制覇に貢献した。通算110勝105敗。

## 主な球団記録
球団記録
- アメリカン・アソシエーションリーグ優勝：1回（1884年）

打撃記録
- 通算安打数：650（デーブ・オル）
- 通算本塁打：26（デーブ・オル）
- 通算打点数：357（デーブ・オル）
- 通算得点数：437（キャンディ・ネルソン）
- サイクル安打：
  - 1885年6月12日（デーブ・オル）
  - 1887年8月10日（デーブ・オル）

投手記録
- 通算勝利数：100（ジャック・リンチ）
- 通算奪三振：826（ジャック・リンチ）